# Товарнянська Полянка
Товарнянська Полянка (словац. Tovarnianska Polianka) — село в Словаччині, Врановському окрузі Пряшівського краю. Розташоване в східній частині Словаччини в куті Східнословацької низовини вимеженому рікою Ондава в Поздішовській височині.
Уперше згадується у 1335 році.

## Пам'ятки
У селі є греко-католицька церква Покрови Пресвятої Богородиці з 1784 року в стилі бароко—класицизму, яку використовує і місцева римо-католицька громада.

## Населення
| Рік:            | 1994. | 2004.    | 2014.    | 2024.   |
| --------------- | ----- | -------- | -------- | ------- |
| Кількість осіб: | 138   | 124      | 111      | 102     |
| Різниця:        |       | -10,14 % | -10,48 % | -8,10 % |

| Рік:            | 2023. | 2024.   |
| --------------- | ----- | ------- |
| Кількість осіб: | 105   | 102     |
| Різниця:        |       | -2,85 % |

У селі проживає 106 осіб.
Національний склад населення (за даними останнього перепису населення — 2001 року):
- словаки — 100,0 %.

Склад населення за приналежністю до релігії станом на 2001 рік:
- римо-католики — 54,41 %,
- греко-католики — 28,68 %,
- протестанти — 16,18 %,
- православні — 0,74 %.